# Oregano (webbrowser)
Oregano was een commerciële webbrowser voor RISC OS ontwikkeld door GeneSys Developments Ltd, voorheen OreganoUK Ltd geheten.
De browser was een afgeleide van de Oregan Media Browser, een browser voor consumentenelektronica, gaming consoles (onder andere PlayStation 2) en IP-settopboxen. Door de speciale architectuur van deze browser konden er ports worden gemaakt naar andere hardware en besturingssystemen. Dit werd dus gedaan voor RISC OS, met Oregano als resultaat. De eerste uitgave van Oregano verscheen in 2000.

## Versies

### Oregano 2
Oregano 2 kon overweg met HTML 4.01 (deels), CSS 1.0 (met uitzondering van lagen), JavaScript 1.5 met DOM 0, SSL 3.0 en Adobe Flash 4.0-animaties.

### Oregano 3
GeneSys heeft de licentierechten voor de nieuwste versie van Oregans browsertechnologie en zou te zijner tijd met Oregano 3 uitkomen, geheel aan de eisen van deze tijd aangepast. Over deze versie werd al sinds begin 2005 gesproken, maar in april 2007 heeft GeneSys in een persbericht laten weten de ontwikkeling van Oregano 3 te hebben gestaakt en het project te hebben geannuleerd.